# 镇海楼 (广州)
镇海楼，原名望海楼，俗称五层楼，是一座位于中国廣東省广州市越秀区越秀山小蟠龙冈上的古建筑。始建于明洪武十三年（1380年），是广州城市标志之一，全国重点文物保护单位，广州博物馆所在。

## 历史

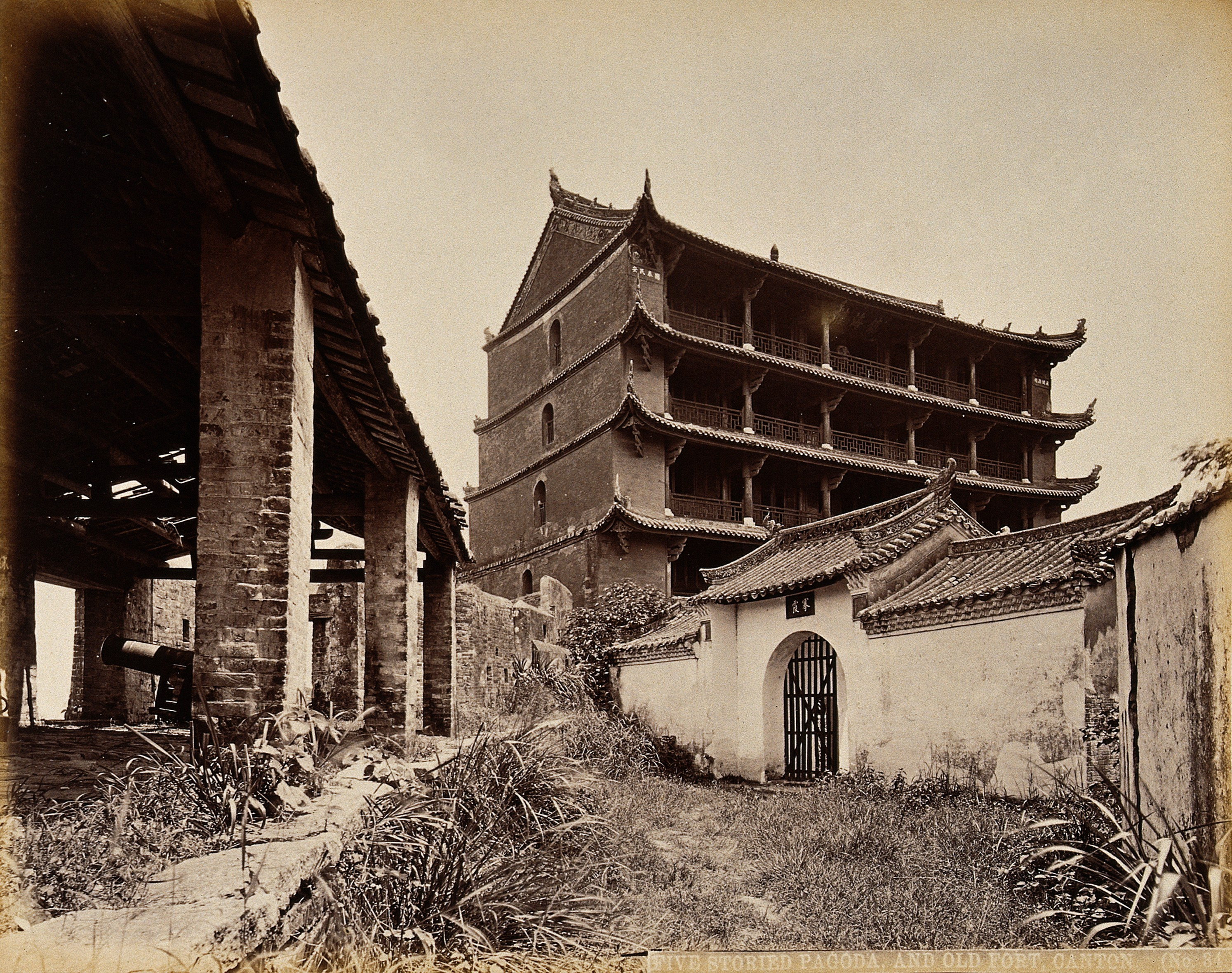
清末的鎮海樓。

明洪武十三年（1380年），永嘉侯朱亮祖扩建广州城，将宋时子城（中城）、东城、西城合并，开拓北城800余丈，筑起横跨越秀山的城墙，并在其上建起一座五层高楼，即“镇海楼”。楼原名“望海楼”，后取雄镇海疆之意，改称“镇海楼”。镇海楼于明成化年间重修，不久毁于火灾，明嘉靖二十六年（1547年）重建完工。到清朝又毁于三藩之乱，清康熙二十六年（1687年）重修，民国时期再被桂系军阀所毁。1928年重修时，楼内木结构被改为钢筋混凝土结构，明代旧砖石墙壁则基本保留。“镇海层楼”为清代羊城八景之一；“越秀层楼”则为现代羊城八景之一。鎮海樓俗稱「五層樓」，被誉为「五嶺以南第一樓」、“岭南第一胜览”。1929年镇海楼被辟为广州市立博物院院址。1989年6月，镇海楼被列为广东省文物保护单位；2013年3月，被列为第七批全国重点文物保护单位。

## 建筑

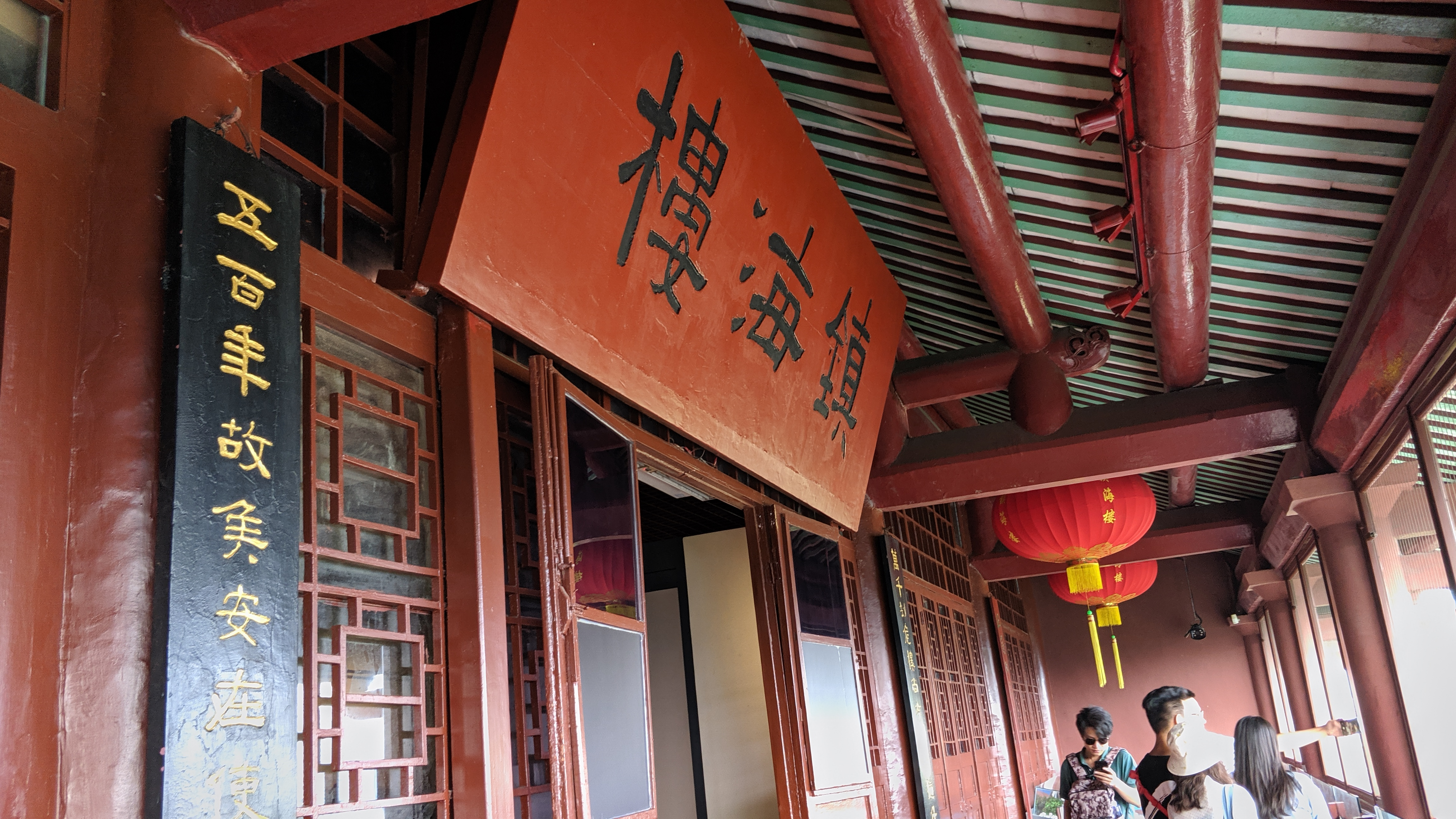
镇海楼楼顶牌匾

镇海楼坐北朝南，楼高28米，下两层围墙用红石砌筑，其余层为青砖墙，底层墙厚3.86米，以上逐层递减，总体呈长方体状。歇山顶，复檐五层，覆绿琉璃瓦，饰有石湾鳌鱼花脊。楼顶正面悬挂“镇海楼”横匾，两旁悬挂一副对联：“千万劫，危楼尚存，问谁摘斗摩霄，目空今古；五百年，故侯安在，使我倚栏看剑，泪洒英雄”。

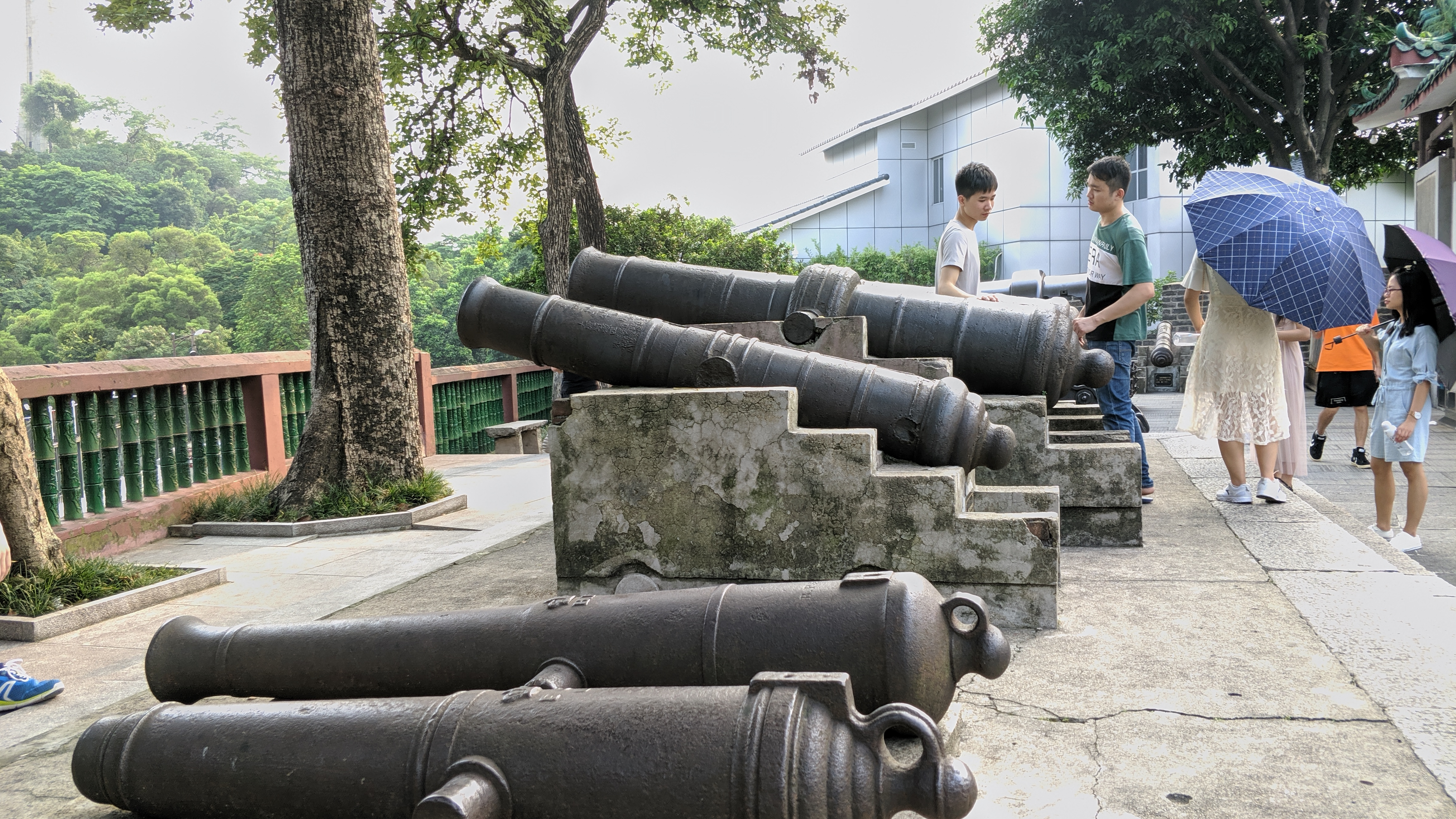
镇海楼西侧的清代炮台

镇海楼西侧陈列有12门古炮，包括明朝崇禎年間以至清朝中葉鴉片戰爭鑄造的防衛大炮。楼前碑廊有历代碑刻。《镇海楼记碑》在镇海楼前西侧，高2.43米，宽1.34米，明嘉靖二十六年十一月（1547年）立，时任兵部右侍郎兼都察院左佥都御史张岳撰，为现存最早记载了镇海楼沿革的石碑。《重修鎮海樓碑》在楼西侧，高2.5米，宽1.04米，民国十七年（1928年）12月再度重修鎮海樓時所立，顺德黄节撰文并书写。

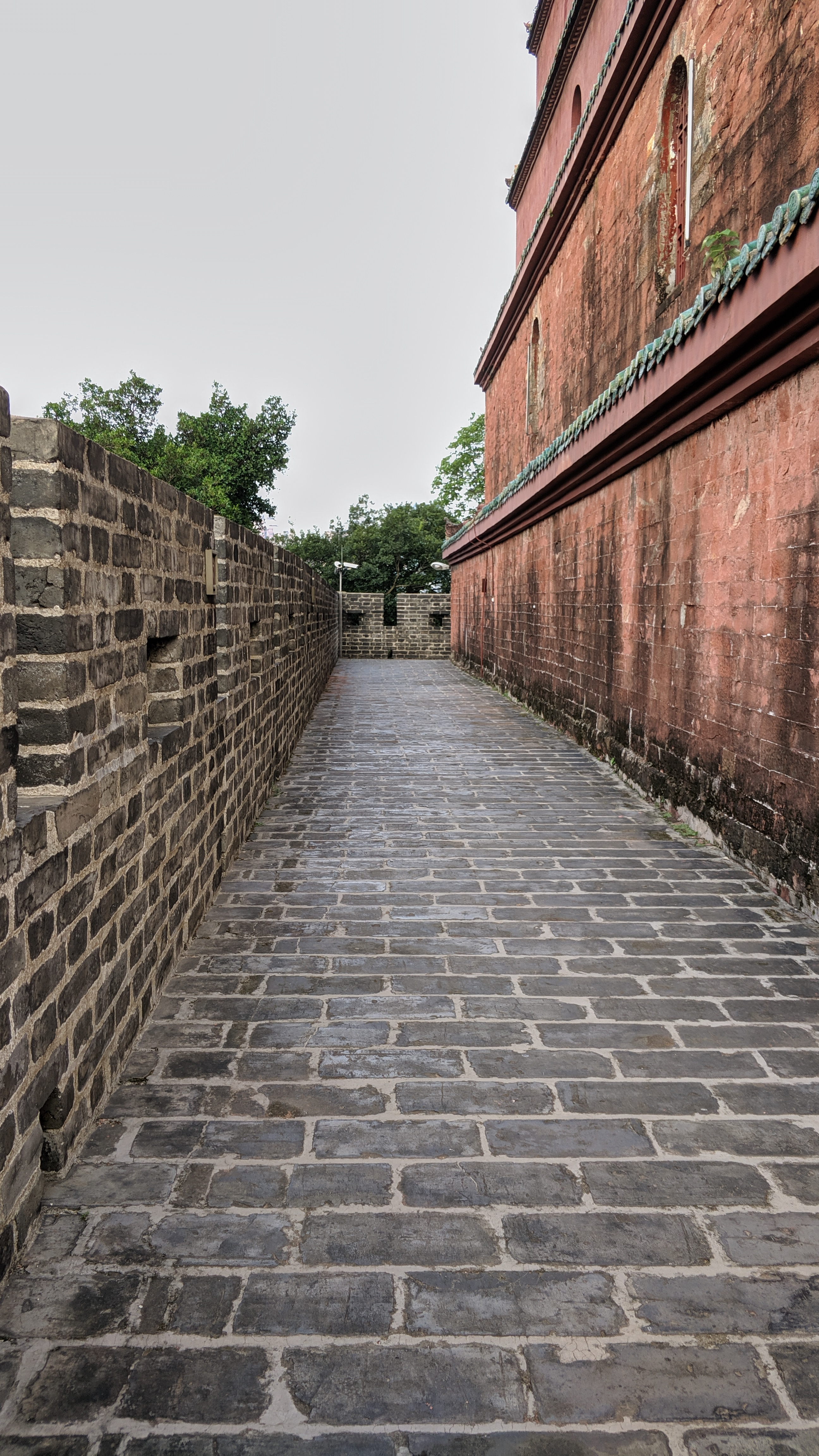
镇海楼青砖墙

镇海楼内常设《广州历史陈列》展览，展示广州数千年来的文化、风俗和城市发展等历程。镇海楼还是广州传统中轴线的起点和最高点。

## 俗语
- 肥仔个头大过五层楼，肥仔隻手佢细过荷兰豆（广东人童谣）。
- 未上五层楼，未到广州城。
- 未登五层楼，不算到广州。